# V Legion
«V Legion» — 10-й студійний альбом українського рок-гурту «Сокира Перуна», випущений 13 жовтня 2020 року під лейблом Sva Stone.

## Список композицій
| #     | Назва                                            | Тривалість |
| ----- | ------------------------------------------------ | ---------- |
| 1.    | «Джунглі»                                        | 03:23      |
| 2.    | «Відродження Європи»                             | 03:59      |
| 3.    | «Гомоніла Україна»                               | 03:34      |
| 4.    | «ТНТ (кавер на AC/DC)»                           | 03:16      |
| 5.    | «Легіонер (кавер на Рутенію)»                    | 04:11      |
| 6.    | «Залишенець (кавер на Lynyrd Skynyrd)»           | 03:41      |
| 7.    | «Святослав»                                      | 03:43      |
| 8.    | «Український патріот»                            | 02:28      |
| 9.    | «Києве мій»                                      | 03:14      |
| 10.   | «Дайте собакам (кавер на Володимира Висоцького)» | 01:45      |
| 11.   | «Світлодарська дуга (кавер на Bad Company)»      | 03:40      |
| 12.   | «Слава героям! (кавер на Nokturnal Mortum)»      | 05:45      |
| 13.   | «Ascensio (кавер на Warlord)»                    | 07:17      |
| 49:56 |                                                  |            |